# Лепенац (Мојковац)
Лепенац је насеље у општини Мојковац у Црној Гори. Према попису из 2003. било је 452 становника (према попису из 1991. било је 513 становника).

## Демографија
У насељу Лепенац живи 355 пунолетних становника, а просечна старост становништва износи 38,7 година (37,1 код мушкараца и 40,6 код жена). У насељу има 127 домаћинстава, а просечан број чланова по домаћинству је 3,56.
Становништво у овом насељу веома је хетерогено, а у последња три пописа, примећен је пад у броју становника.
|  |

| Демографија | Демографија | Демографија |
| Година      | Становника  | Становника  |
| ----------- | ----------- | ----------- |
|             |             |             |
|             |             |             |
|             |             |             |
|             |             |             |
| 1948.       | 557         |             |
| 1953.       | 561         |             |
| 1961.       | 637         |             |
| 1971.       | 656         |             |
| 1981.       | 651         |             |
| 1991.       | 513         | 511         |
| 2003.       | 460         | 452         |
|             |             |             |

| Етнички састав према попису из 2003.‍ | Етнички састав према попису из 2003.‍ | Етнички састав према попису из 2003.‍ | Етнички састав према попису из 2003.‍ | Етнички састав према попису из 2003.‍ |
| ------------------------------------ | ------------------------------------ | ------------------------------------ | ------------------------------------ | ------------------------------------ |
|                                      |                                      |                                      |                                      |                                      |
| Црногорци                            | Црногорци                            |                                      | 266                                  | 58,84%                               |
| Срби                                 | Срби                                 |                                      | 172                                  | 38,05%                               |
| непознато                            | непознато                            |                                      | 0                                    | 0,0%                                 |

| Година пописа     | 1948. | 1953. | 1961. | 1971. | 1981. | 1991. | 2003. |
| ----------------- | ----- | ----- | ----- | ----- | ----- | ----- | ----- |
| Број домаћинстава | 114   | 114   | 124   | 126   | 139   | 117   | 128   |

| Број чланова      | 1   | 2  | 3  | 4  | 5  | 6  | 7  | 8 | 9 | 10 и више | Просек |
| ----------------- | --- | -- | -- | -- | -- | -- | -- | - | - | --------- | ------ |
| Број домаћинстава | 127 | 21 | 29 | 20 | 17 | 16 | 16 | 3 | 2 | 1         | 2      |

| Пол    | Укупно | Неожењен/Неудата | Ожењен/Удата | Удовац/Удовица | Разведен/Разведена | Непознато |
| ------ | ------ | ---------------- | ------------ | -------------- | ------------------ | --------- |
| Мушки  | 203    | 81               | 108          | 6              | 3                  | 5         |
| Женски | 170    | 35               | 102          | 27             | 2                  | 4         |
| УКУПНО | 373    | 116              | 210          | 33             | 5                  | 9         |

| Пол    | Укупно                    | Пољопривреда, лов и шумарство | Рибарство                            | Вађење руде и камена | Прерађивачка индустрија       |
| ------ | ------------------------- | ----------------------------- | ------------------------------------ | -------------------- | ----------------------------- |
| Мушки  | 60                        | 14                            | 0                                    | 0                    | 3                             |
| Женски | 20                        | 4                             | 0                                    | 0                    | 1                             |
| УКУПНО | 80                        | 18                            | 0                                    | 0                    | 4                             |
| Пол    | Производња и снабдевање   | Грађевинарство                | Трговина                             | Хотели и ресторани   | Саобраћај, складиштење и везе |
| Мушки  | 0                         | 6                             | 6                                    | 1                    | 6                             |
| Женски | 0                         | 0                             | 4                                    | 0                    | 1                             |
| УКУПНО | 0                         | 6                             | 10                                   | 1                    | 7                             |
| Пол    | Финансијско посредовање   | Некретнине                    | Државна управа и одбрана             | Образовање           | Здравствени и социјални рад   |
| Мушки  | 1                         | 0                             | 14                                   | 4                    | 0                             |
| Женски | 0                         | 0                             | 1                                    | 4                    | 2                             |
| УКУПНО | 1                         | 0                             | 15                                   | 8                    | 2                             |
| Пол    | Остале услужне активности | Приватна домаћинства          | Екстериторијалне организације и тела | Непознато            | Непознато                     |
| Мушки  | 5                         | 0                             | 0                                    | 0                    | 0                             |
| Женски | 3                         | 0                             | 0                                    | 0                    | 0                             |
| УКУПНО | 8                         | 0                             | 0                                    | 0                    | 0                             |